# Johann Meyer
Pour les articles homonymes, voir Meyer.

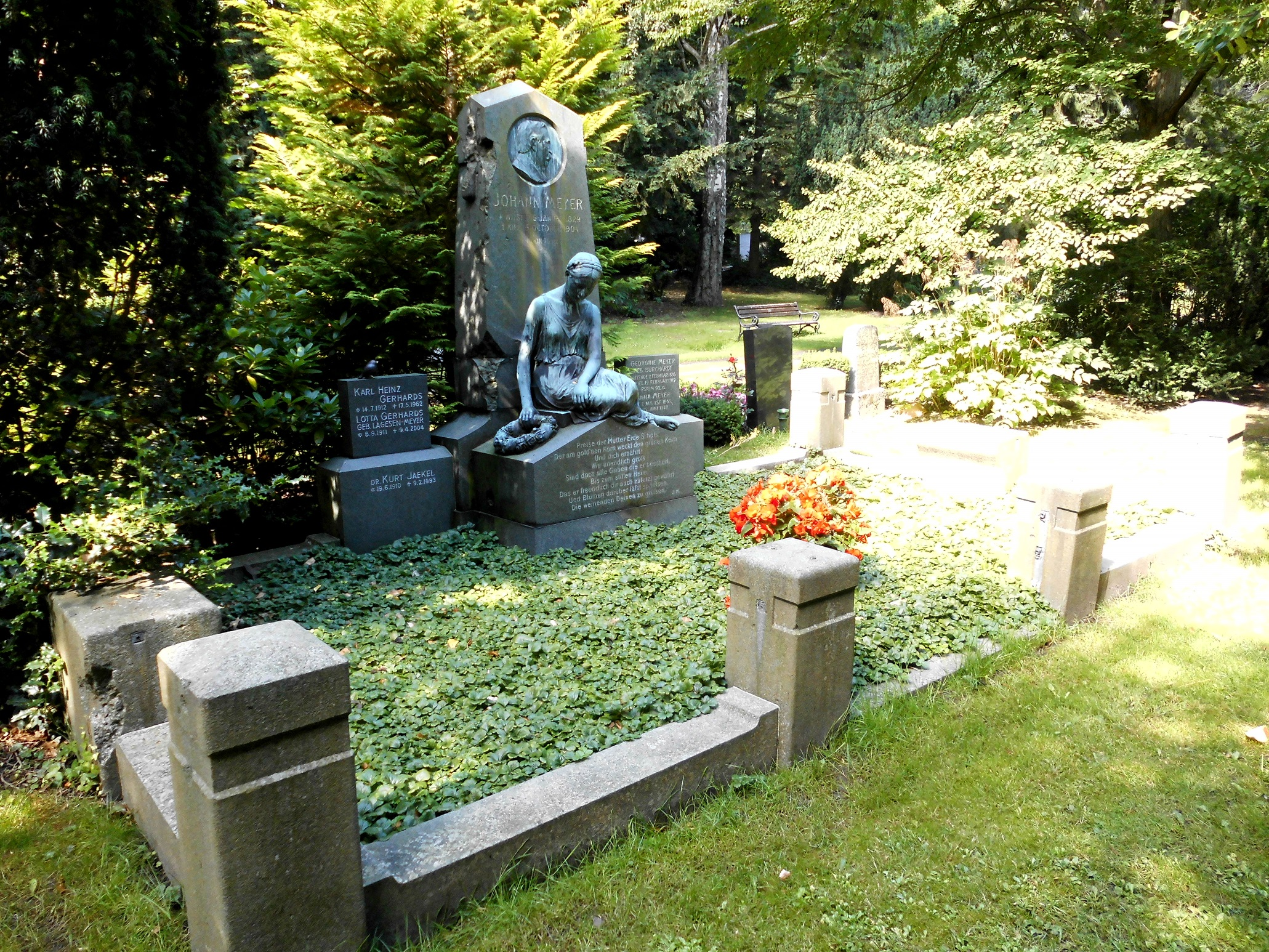
Sépulture au cimetière du Sud de Kiel.

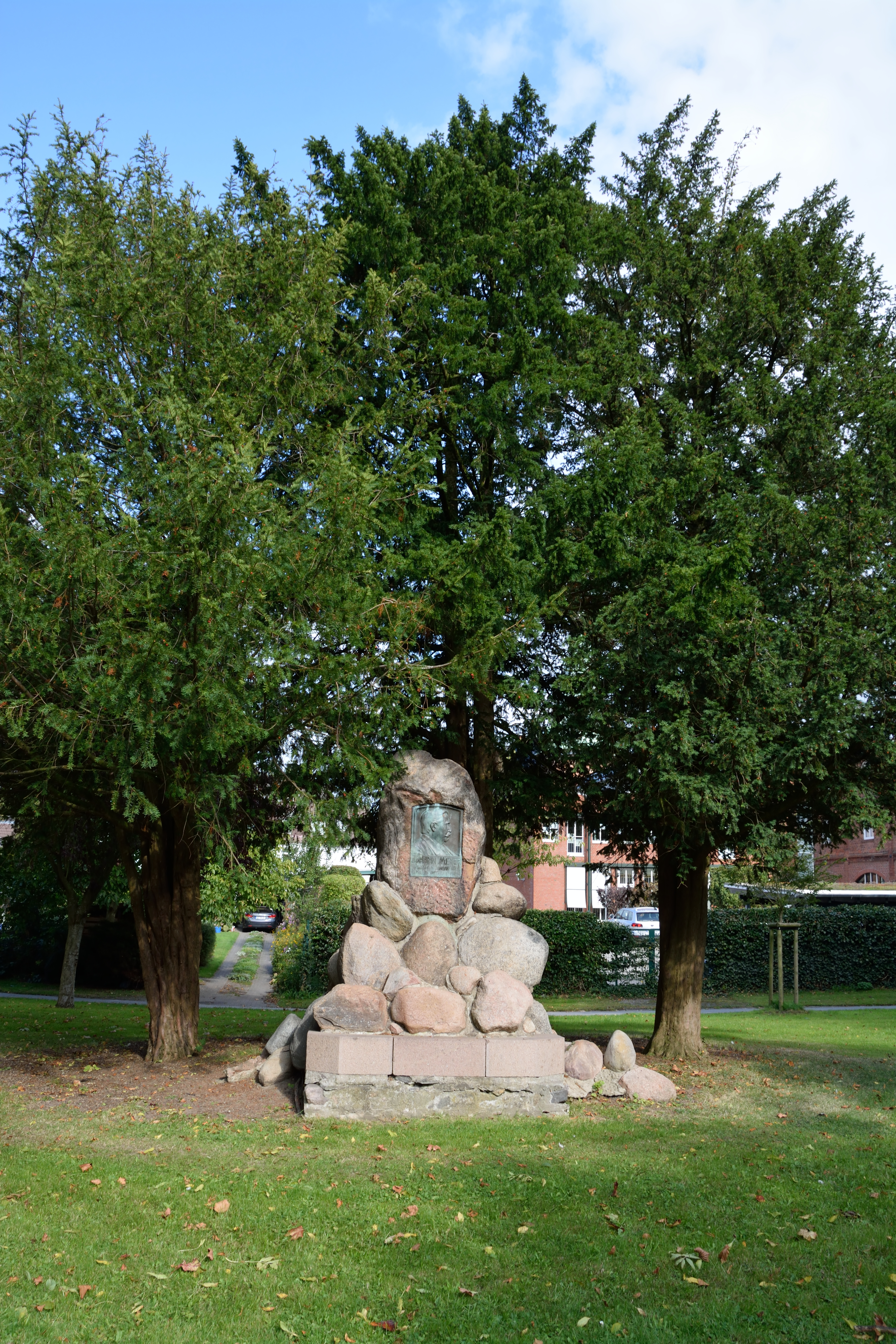
Monument au parc de Wilster par Heinrich Mißfeldt.

Johann Meyer, né le 5 janvier 1829 à Wilster et mort le 15 octobre 1904 à Kiel, est un poète et écrivain prussien.

## Biographie
Johann Hinrich Otto Meyer est le fils aîné du propriétaire terrien et distilleur Otto Meyer (1803-1864) et de son épouse Christine Dorothea, née Lagesen (1801-1884). Bientôt après sa naissance, sa famille déménage à Schafstedt puis en 1838 à Jörl. Meyer travaille jusqu'à ses vingt-et-un ans comme charpentier et  meunier, puis il va au Gymnasium de Meldorf, étudie de 1854 à 1857 à Kiel et devient ensuite instituteur à Altona. En 1859, il est rédacteur aux Itzehoer Nachrichten. En 1862, il fonde un institut psychiatrique (Idioten-Anstalt) à Kiel qu'il dirige. 
En plus de sa position, Meyer commence à écrire, surtout en bas-allemand. Fritz Reuter et Alwine Wuthenow (de) appréciaient les poèmes de Meyer, mais Klaus Groth était plus critique à leur égard. De nombreux poèmes de Meyer ont été mis en musique, par exemple par Emanuel Baldamus, Cornelius Gurlitt, Leon Jessel, Carl Reinecke, Claudius Serpenthien et L. Friedrich Witt (de).
En juillet 1889, Meyer reçoit l'ordre de la Couronne de 4e classe.
Meyer est enterré au cimetière du Sud de Kiel. Sa sépulture est sculptée par Heinrich Mißfeldt (de).

## Quelques œuvres
- Ditmarscher Gedichte. 1. Band. Hoffmann und Campe, Hamburg 1858. (Lire en ligne)
- Ditmarscher Gedichte. 2. Band. Hoffmann und Campe, Hamburg 1859.
- Plattdeutscher Hebel. Eine freie Übersetzung der Hebel'schen allemannischen Gedichte. Hoffmann und Campe, Hamburg 1859. (Lire en lignet)
- Aus dem Balladen-Cyclus, „Ut oln Tiden.“ I. Fru Powisch. II. Dat Begräbniß. In: Deutsche Kriegs- und Sieges-Lieder.  Gesammelt und herausgegeben von Heinrich Zeise. Altona, 1864, pp. 77-80. (Lire en ligne)
- Gröndunnersdag bi Eckernför. Eine episch-lyrische Dichtung in ditmarscher Mundart. Brauns, Leipzig 1873. (Lire en ligne)
- Plattdeutsche Gedichte in ditmarscher Mundart. 2. Auflage, Verlag von J. F. Richter, Hamburg 1876; 3e éd., Lipsius & Tischer, Kiel o. J. (1886).
- Uns' ole Modersprak. Plattdeutscher Schwank in drei Akten. Richter, Hamburg.
- Hochdeutsche Gedichte. 2e éd., Lipsius & Tischer, Kiel 1887.
- Kleinigkeiten. Sinnsprüche in hochdeutscher Sprache. Richter, Hamburg.
- Johann Meyers Sämtliche Werke. Lipsius & Tischer, Kiel et Leipzig 1906.